# Maselheim
Maselheim è un comune tedesco di 4 686 abitanti situato nel land del Baden-Württemberg.